# Tripogon thorelii
Tripogon thorelii är en gräsart som beskrevs av Aimée Antoinette Camus. Tripogon thorelii ingår i släktet Tripogon och familjen gräs. Inga underarter finns listade i Catalogue of Life.